# アルバート・タネンバウム
アルバート・タネンバウム（Albert Tannenbaum、1906年1月17日 - 1976年11月）はユダヤ系ギャング。マーダーインクの殺し屋。通称アリー。しゃべりだしたら止まらない話好きで、それが時計の刻む音のように聞こえたので“Tick Tock” というあだ名がついた。
ペンシルベニア州に生まれ、幼少時にニューヨーク市マンハッタンのロウアー・イースト・サイドに移住した。17歳で学校を辞め、マンハッタンのガーメント地区で働き始めた。北ニューヨークはロックシェルドレイクの、父の経営するホテルによく訪れていたジェイコブ・"グラ"・シャピロに見出され、1925年に暗黒街の仲間入りをした。グラはホテルのスピークイージーで宴会を開いて乱痴気騒ぎを楽しんでいたといい、グラやその仲間の豪快な金の使いっぷりに魅せられたという。最初は週給35ドルだったが、出世して1940年に捕まった時は週給125ドルだった。労働組合ゆすりやスト破りで名を上げ、のちマーダー・インクのヒットマンに名を連ねた。最も有名なのは1939年11月のハリー・グリーンバーグ殺害で、ロサンゼルスまで追いかけて当時、組織の西海岸代表だったバグジー・シーゲルの助けで実行したとされる。フロリダとサラトガのギャンブル場の世話係をやるようになってから収入が増えた。
1940年、同僚のエイブ・レルズが政府証言者に転じて組織の数々の殺人行為を自白したのに伴い、ブルックリン警察の圧力に耐え切れず、自らも証言者に転じた。自ら6件の殺人に手を染めたとした（ブルックリン3件、サリヴァン郡2件、カリフォルニア1件）。ルイス・"レプケ"・バカルターのジョゼフ・ローゼン殺しや同僚チャールズ・ワークマンのダッチ・シュルツ暗殺を証言した。レプケの裁判で証言台に立った時は、自らのヒットマンとしての腕前や、爆弾投げの腕前などをさり気なく自慢していた。
多くの同僚が電気椅子で処刑される中、当局への証言協力の見返りに訴追を免れた。その後も関連する殺人事件の公判に証言者としてたびたび法廷に現れたが、消息は途絶えた。司法取引の結果として、証言の機会以外はアメリカの地を踏めなかったと伝えられる。1976年、フロリダ沖の名もない島で死亡した。